# Монумент в честь 850-летия города Владимира
Монумент в честь 850-летия города Владимира — монумент, воздвигнутый в честь 850-летия города Владимира, столицы Владимиро-Суздальского княжества. Памятник является одной из визитных карточек Владимира и излюбленным местом встречи жителей города.

## История
Памятник был заложен в 1958 году и был открыт в 1960 году. Монумент расположен в центре Соборной площади. В советской историографии считалось, что город Владимир был основан в 1108 году князем Владимиром Мономахом. Эта точка зрения преобладает и в современной исторической науке. Его авторы — скульптор Д. Б. Рябичев, а также архитекторы А. Н. Душкин и Е. А. Архипов. В создании монумента также участвовали Мытищинский завод художественного литья и Владимирская научно-производственная реставрационная мастерская.

## Описание
Памятник представляет собой стеллу высотой 22 метра, которая сложенна из кирпича и облицована известняком и гранитом. В трёх углублениях находятся отлитые из бронзы фигуры зодчего, рабочего и воина. Над фигурами запечатлены наиболее значимые для города исторические события и их героев. Над зодчим — медальоны с портретами Владимира Мономаха и Андрея Боголюбского, барельефы владимирского зодчества и древнего художественного ремесла. Над воином — медальоны с портретами Александра Невского и Дмитрия Пожарского, а также барельефы с событиями такие как въезд Александра Невского на великое княжение в 1252 году и сбор земского ополчения князем Пожарским. Над головой рабочего — события XX века, гражданская война и Великая Отечественная война, а также передача 150 тысячного трактора «Владимирец» колхозникам в 1957 году.